# Rafael Navarro i Álvarez
Rafael Navarro i Álvarez   (Premià de Mar, 21 de febrer de 1972) és un polític i periodista català. Llicenciat en Ciències de la Comunicació per la Universitat Autònoma de Barcelona, Màster en Administració d'Empreses (UB), Màster de Comunicació Multimèdia (EUPMt) i Màster en Govern Local 2020-2022 (UAB). És l'alcalde de Premià de Mar des del 19 de desembre de 2020. Des de juliol de 2023 és el vicepresident del Consell Comarcal del Maresme i Conseller de Mobilitat i Territori de l'esmentat organisme.
Va començar en el món de la comunicació a Ràdio Premià de Mar el 1986 i ha treballat a Canal+, Televisió de Catalunya, Mediapro i en diferents mitjans locals i comarcals, entre d'altres. Va ser, en diferents èpoques, responsable d'esports, d'informatius i director de Ràdio Premià de Mar. Actualment és assessor freelance en matèria de màrketing i comunicació i professor universitari.
Dissenyador/maquetador de la revista municipal "Vila Primilia" per encàrrec de l'Ajuntament (2001) Coautor, amb J.M. Navarro, del llibre "Can Sanpere, el final de la indústria tèxtil a Premià de Mar" (2003). Finalista dels premis Gaudí com a guionista del documental "Enxaneta" (2012). Autor de la campanya "Recicla i guanyaràs", guanyadora del segon premi mundial de Comunicació de la ISWA, Associació Internacional de Residus Sòlids (2018).
Exjugador de futbol de La Salle, Club Esportiu Premià, Premianenc i Sant Miquel. Soci del Club Natació Premià i del Club Esportiu Premià. Triatleta federat i corredor de llarga distància.
Ha estat regidor (JxCAT-PDeCAT) des de gener de 2018 en diverses de les regidories del municipi: esports, educació, joventut, comunicació, participació i polítiques digitals. Va ser cap de llista per Estimem Premià - Junts a les eleccions municipals de 2023, obtenint la victòria als comicis amb 7 regidors.
El juliol de 2022 és escollit membre del Consell Nacional de Junts, presidit per Josep Rull.

## Llibres
- Can Sanpere. El final de la indústria tèxtil a Premià de Mar[8]
- 50 anys del club Hoquei Mataró
- 50 anys de la nit de l'esport de Mataró[9]
- Copa Nadal: 50 anys